# Skorbut
Der Skorbut (veraltet auch Scharbock und Mundfäule) ist eine bei Menschen, Affen und Meerschweinchen auftretende Vitaminmangelkrankheit, die bei anhaltendem Fehlen von Vitamin C in der Nahrung bei Menschen nach zwei bis vier Monaten auftritt und auch als (Vitamin-) C-Avitaminose bezeichnet wurde. Bei Säuglingen wird die Erkrankung auch als Möller-Barlow-Krankheit, Möller-Barlowsche Krankheit oder Möller-Barlow-Syndrom bezeichnet, nach Thomas Barlow (1845–1945) und Julius Otto Ludwig Möller (1819–1887).

## Symptome und Beschwerden
Folgende Symptome treten bei dieser Mangelerkrankung – teilweise erst mehrere Monate nach Beginn des Mangels an Vitamin C – auf:

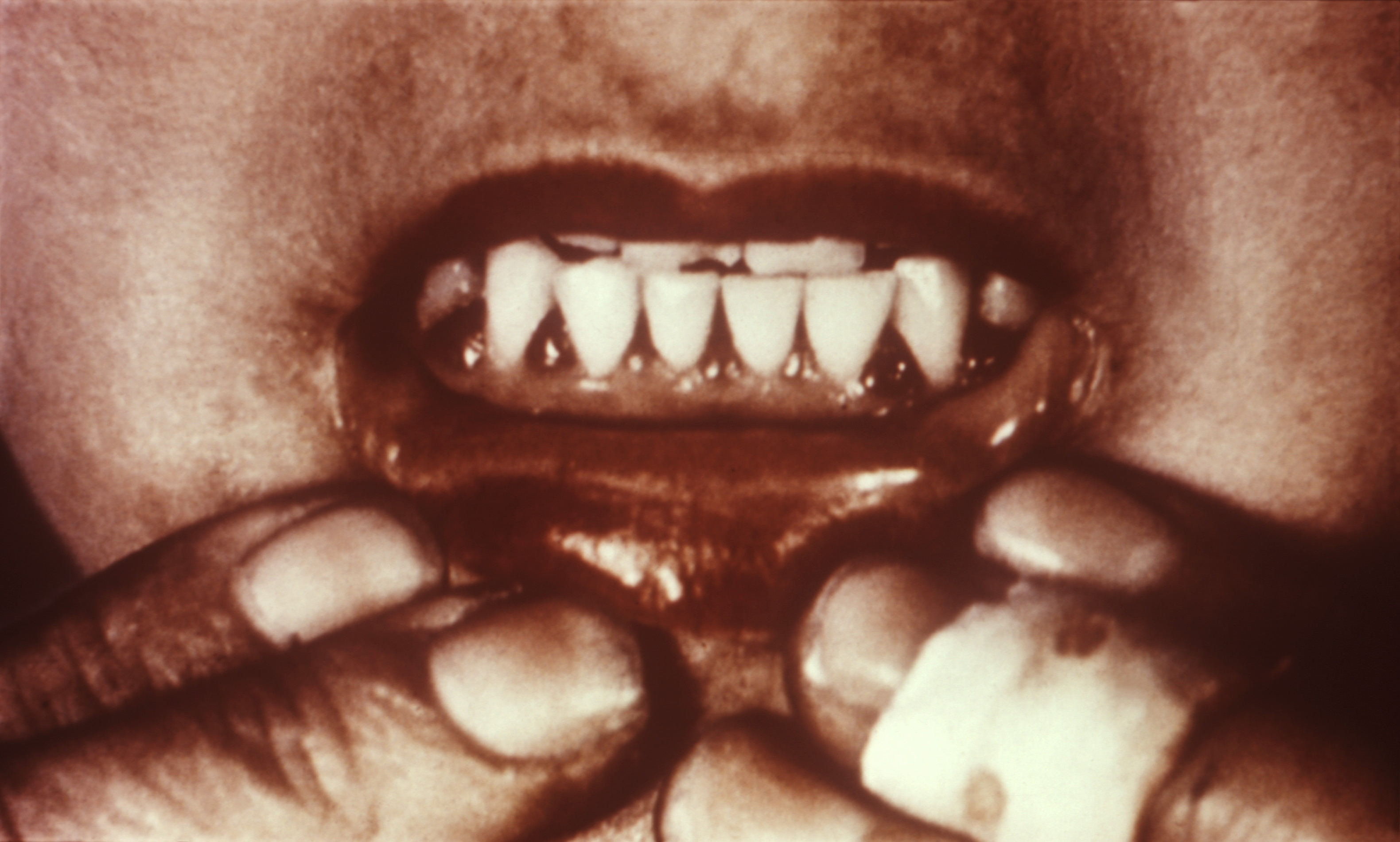
Zahnfleischbluten bei Skorbut

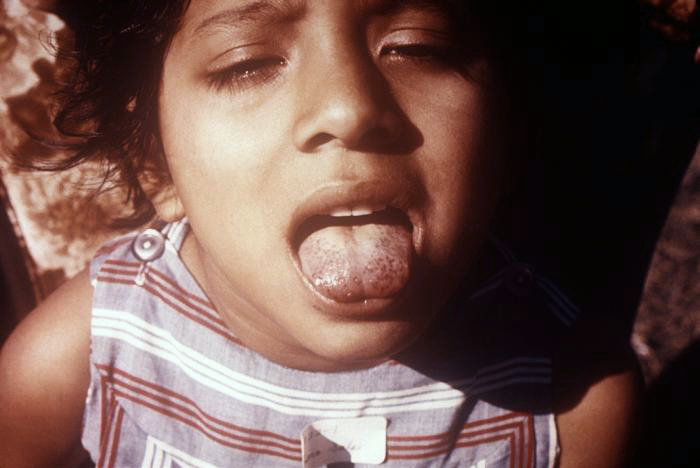
Einblutungen der Zunge

- Zahnfleischbluten und Zahnfleischwucherung (Gingivahyperplasie) sowie später Zahnausfall
- Anfälligkeit für Infektionskrankheiten
- Erschöpfung und Müdigkeit
- schlechte Heilung von Wunden
- Hautprobleme (Ekchymosen, Hyperkeratose) und Hautentzündungen sowie Hautblutungen (Petechien) und Blutungen im Bereich der Haarfollikel (perifollikuläre Hämorrhagien)
- Muskelschwund
- Knochenschmerzen durch Blutungen unter der Knochenhaut (subperiostal), hierdurch teilweise Hinken, Schonhaltung, Bewegungseinschränkung
- Gelenkentzündungen
- hohes Fieber
- starker Durchfall
- plötzlicher Schwindel

Die Leistungsfähigkeit und die Arbeitskraft lassen erheblich nach. Skorbut kann zum Tod durch Herzschwäche führen.
In Röntgenaufnahmen zeigen sich deutliche Abhebungen der Knochenhaut durch Blutungen (subperiostale Hämorrhagien), besonders an den Metaphysen. Bei Kindern und Jugendlichen sind die Wachstumsfugen verbreitert und unregelmäßig, oft mit einer zusätzlichen weißen Linie metaphysär (Frankl-Linie) und einer hypodensen „Trümmerfeld“-Zone darunter, der sogenannten „Skorbut-Linie“. Das Knochenalter ist meist ein oder zwei Jahre hinter dem biologischen Alter zurück.

## Ursachen und Behandlung

Strukturformel der L-Ascorbinsäure

Die Ursache von Skorbut ist ein Mangel an Vitamin C, verursacht durch zum Beispiel zu geringen Verzehr von frischem Obst und Gemüse. Die Behandlung der Krankheit besteht somit in der Einnahme bzw. Gabe von Vitamin C oder dem Verzehr entsprechend vitaminhaltiger Nahrung.
Die meisten Symptome des Skorbuts gehen auf die fehlerhafte Biosynthese des Kollagens zurück: Bei der Hydroxylierung der Aminosäuren Prolin zu Hydroxyprolin durch das Enzym Prolyl-4-Hydroxylase (EC 1.14.11.2) und Lysin zu Hydroxylysin durch das Enzym Lysylhydroxylase (EC 1.14.11.4), während der Kollagensynthese wird von dem Sauerstoffmolekül nur ein Sauerstoffatom benötigt. Das andere übernimmt der Cofaktor Ascorbinsäure (Vitamin C), der dabei zu Dehydroascorbinsäure und Wasser oxidiert wird. Bei anhaltendem Fehlen von Vitamin C in der Nahrung  kommt es zu einer gestörten Kollagensynthese und damit zu einer gestörten Bildung der Sharpey-Fasern, die nun ihrer Funktion als Strukturprotein nicht nachkommen können.
Die bei schwerem Skorbut auftretende Depression hingegen könnte mit der gestörten Bildung von Noradrenalin, sekundär Adrenalin sowie Serotonin zusammenhängen, da deren Synthese Vitamin-C-abhängig erfolgt.
Stoffwechsel-Untersuchungen mit 14C-markiertem Vitamin C zeigen, dass der tägliche Umsatz beim Menschen unabhängig von der Vitamin-C-Zufuhr etwa 20 mg beträgt. Die Fachinformation des Bundesinstituts für Arzneimittel und Medizinprodukte (BfArM) gibt für Vitamin C einen täglichen Gesamt-Umsatz von etwa 1 mg/kg Körpergewicht an. Der Tagesbedarf eines gesunden Erwachsenen beträgt laut Empfehlung der Deutschen Gesellschaft für Ernährung 100 mg. Zur Vermeidung von Skorbut können jedoch bereits 10 mg am Tag ausreichend sein.

## Namensherkunft
Der deutsche Krankheitsname Skorbut stammt (wie englisch scurvy) über mittellateinisch scorbutus von russisch skrobot ‚das Kratzen‘ und ist verwandt mit „schrappen“ („schaben“).
Der alte deutsche Name Scharbock (als Schorbock seit 1486 im meißnischen Binnenland belegt, als Scharbock seit 1534 in Köln) ist unter verschiedenen Anlehnungen aus dem lateinischen Namen entstellt und nicht ganz sicher geklärt (vgl. Scharbockskraut): Nach einer Erklärung hat das Wort seinen Ursprung im holländischen Scheurerbek („wunder Mund“, von bek „Mund“); im heutigen Niederländischen heißt Skorbut Scheurbuik („wunder Bauch“ seit dem 16. Jahrhundert, vielleicht unter Einwirkung von scheur-mond, der „Mundfäule“). Niederdeutsch existierten im 15. Jahrhundert bereits die Formen scerbuk und schorbuk. Nach einer anderen Erklärung stammt es vom germanischen (isländischen) Skyrbjūgr ab, von Skyr („Sauermilch“, „Quark“) und Bjúgr, einer Gewebeveränderung, womit also eine Krankheit beschrieben wurde, die hauptsächlich auftritt, wenn man sich in Notzeiten oder auf Schiffsreisen von länger haltbaren, aber vitaminarmen Lebensmitteln wie Zwieback ernähren musste.

## Geschichte
Seit dem 2. Jahrtausend v. Chr. war Skorbut in Ägypten als Krankheit bekannt. Später schrieben der griechische Arzt Hippokrates und der römische Autor Plinius darüber.
Im Mittelalter verfasste beispielsweise ein Autor namens Meister Heinrich von Braunschweig einen (verlorengegangenen) diätetisch-medizinischen Text zum Skorbut mit Bade- und Ernährungsregeln sowie Verhaltensregeln und Heilmitteln dagegen.
Im sogenannten Zeitalter der Entdeckungen (15. bis 18. Jahrhundert) war Skorbut eine Haupt-Todesursache bei Seeleuten; so verlor zum Beispiel das Schiff von Vasco da Gama auf einer Reise von 160 Mann Besatzung etwa 100 Mann durch Skorbut. Grund für das Auftreten von Skorbut auf See war die mangelhafte Ernährung, die hauptsächlich aus konservierter oder getrockneter Nahrung (Pökelfleisch und Schiffszwieback) bestand.
Der Mannschaft des französischen Seefahrers Cartier wurde 1535 von Küstenindianern auf Neufundland mit einem Sud aus Fichtennadeln geholfen.
Im Jahr 1601 verfasste Ernst Hettenbach der Ältere, Professor zu Wittenberg, eine Abhandlung über Skorbut in lateinischer Sprache, die später in den Besitz der Sächsischen Staatsbibliothek Dresden überging.
1652 entstand, nachdem der Vorschlag eines englischen Geistlichen der Indienkompanie von der Regierung in London abgelehnt worden war, am Kap der guten Hoffnung eine niederländische Niederlassung, deren Zweck es vor allem war, die holländische Flotte bei Ostasienfahrten mit frischem Gemüse zu versorgen.
Der österreichische Militärarzt Johann Georg Heinrich Kramer (nach ihm wurde Kramer Rocks benannt) war 1720 mit einer Feldarmee in Ungarn, als bei den Soldaten eine schwere Skorbutepidemie ausbrach, und forderte „antiskorbutische Kräuter“ an, die allerdings nicht frisch (und somit unwirksam) eintrafen. Er erkannte grünes Gemüse, Orangen, Zitronen als Saft, Marmelade oder Limonade als wirksame Mittel gegen Skorbut und notierte dies später in seinem Tagebuch.
1734 forderte der Theologe und Mediziner Johann Friedrich Bachstrom die Verwendung von frischem Obst und Gemüse zur Heilung von Skorbut.
Der britische Schiffsarzt James Lind zeigte 1754 in einer Studie, dass Zitrusfrüchte gegen Skorbut helfen. Linds Erkenntnisse setzten sich allerdings aus zwei Gründen nur langsam in der britischen Marine durch: Erstens waren Vitamine noch unbekannt. Selbst Lind vermutete zunächst, dass die heilende Wirkung der Säure in den Zitrusfrüchten zuzuschreiben sei. Folglich wurde nach billigeren Säuren als Skorbut-Heilmittel gesucht. Zweitens wurden die Zitrusfrüchte nur als Heilmittel betrachtet und Zitronensaft konsequenterweise nur vom Schiffsarzt ausgegeben. Dass sie eine vorbeugende Wirkung haben, blieb zunächst unbekannt (ausführlich dazu der Abschnitt Eine Therapie für Skorbut im Artikel über James Lind). Erst 1795 verfügte die britische Admiralität, dass an die Besatzung von Schiffen der Royal Navy täglich eine Ration Zitronensaft ausgegeben werden solle. Ab 1844 wurde diese Maßnahme auch in der britischen Handelsmarine beherzigt. Im 19. Jahrhundert kam statt Zitronen- zumeist Limettensaft zum Einsatz, wiewohl Limetten deutlich weniger Vitamin C enthalten als Zitronen und daher als Skorbut-Prophylaktikum auch weniger effizient sind. 1844 wurden Schiffseigner mit dem Erlass des Merchant Seamen’s Act per Gesetz dazu verpflichtet, auf allen Fahrten nach Übersee stets Zitronen- oder Limettensaft mitzuführen und diesen spätestens dann täglich auszugeben, wenn in der Mannschaftsmesse länger als zehn Tage Eingesalzenes statt frischen Proviants aufgetischt werden sollte. Von der täglichen Ration Zitrussaft leitet sich der noch heute auch im Deutschen geläufige Spitznamen „Limey“ für britische Matrosen (oder auch die Briten im Allgemeinen) ab, dem der Ausdruck „Krauts“ für die Sauerkraut essenden norddeutschen Handelsschiffer gegenübersteht.
Georg Forster berichtet, dass man mit Malz-Maische den Skorbut sehr wirksam bekämpft habe. Die Reiseberichte von James Cook erwähnen, dass das Auftreten von Skorbut durch Verspeisen von frischem Seelöwenfleisch verhindert werden könne.
Auch an Land trat Skorbut auf, besonders in den Wintermonaten und in belagerten Festungen oder bei den ersten Nordamerika-Siedlern, wo Obst und Gemüse anfangs knapp waren. Maximilian zu Wied-Neuwied erkrankte am 11. März 1834 am Missouri in Fort Clark an Skorbut. Nach dem Verzehr der Blätter und Zwiebeln der weißblühenden wilden Präriezwiebel Allium textile (alter Name Allium reticulatum) genas er.
Im Jahr 1860 beschrieb Julius Möller und 1883 Thomas Barlow den Kinderskorbut.
Als Robert Falcon Scott seine erste Expedition (1901–1904) in die Antarktis unternahm, war die vorherrschende Theorie, dass Skorbut durch Ptomainvergiftung verursacht würde, insbesondere durch Fleisch in Konservendosen. Scott erkannte allerdings, dass eine Diät aus frischem Fleisch von antarktischen Robben den Skorbut heilte, bevor es zu schweren Erkrankungen oder Todesfällen in seiner Mannschaft kam.
Weniger Glück hatten 1907 diejenigen afrikanischen Kriegsgefangenen in Deutsch-Südwestafrika (heute Namibia), die auf der Haifischinsel interniert waren. Von den mehr als 2000 am Eisenbahnbau eingesetzten Häftlingen starben zwei Drittel, die meisten an Skorbut. Ein deutscher Missionar vermutete als Ursache das raue Klima am Meer, das die Afrikaner nicht gewohnt seien, und plädierte, zunächst erfolglos, für eine Umsiedlung ins Landesinnere.
Im Jahr 1907 entdeckten die beiden norwegischen Ärzte Axel Holst und Theodor Frølich zufällig, dass Meerschweinchen skorbutanfällig sind. Skorbut ist im Tierreich selten, da die meisten Spezies ihr Vitamin C selbst synthetisieren. Somit konnten Meerschweinchen erstmals als „Tiermodell“ im Labor zur Erforschung des Skorbuts dienen. Die Forscher hatten die Meerschweinchen verschiedenen Diäten aus Getreide (vorwiegend Reis) und Mehl ausgesetzt. Daraufhin konnten Holst und Frølich erstmals den Skorbut, der bis dahin nur bei Menschen beobachtet wurde, an Tieren nachweisen. Sie zeigten ferner, dass durch bestimmte Fütterungszusätze die Krankheit bei den Meerschweinchen geheilt werden konnte. Damit leisteten sie eine wesentliche Voraussetzung zur Entdeckung des Vitamins C (Ascorbinsäure) als kausalen Faktor im Jahre 1932 durch den ungarischen Biochemiker Albert von Szent-Györgyi und den amerikanischen Forscher Charles Glen King.
Nachdem die Molekülstruktur von Ascorbinsäure per Kristallstrukturanalyse durch Walter Norman Haworth aufgeklärt worden war (Nobelpreis für Chemie für seine Untersuchungen an Kohlenhydraten und Vitamin C 1937) und Tadeus Reichstein die im großen Maßstab durchführbare Reichstein-Synthese entwickelt hatte, begann 1934 Roche mit der industriellen Vitamin-C-Synthese.
Im 20. Jahrhundert trat Skorbut massenhaft während des Japanisch-Russischen Krieges, des Ersten und Zweiten Weltkrieges sowie in den deutschen Konzentrationslagern und im sowjetischen Gulag auf. Demgegenüber trieben die Nationalsozialisten die Versorgung der Bevölkerung mit den damals gerade erst entdeckten Vitaminen, insbesondere Vitamin C, aktiv voran. In der Nachkriegszeit in Deutschland war Skorbut unter den Kindern von Heimatvertriebenen verbreitet. Auch hier kam oft  Fichtennadelsud zum Einsatz.
Skorbut ist eine häufige Begleiterscheinung von Unterernährung (andere solche Mangelkrankheiten sind etwa Beriberi oder Pellagra) und ist deshalb noch weltweit verbreitet, besonders in unterentwickelten Ländern. Da heute Obst und Gemüse ganzjährig verfügbar sind, tritt Skorbut in den Industrieländern nur noch selten auf.
Skorbut erfährt teilweise bei Kindern auch in entwickelten Ländern ein bemerkenswertes Wiederaufleben, wobei sich die Fallzahlen in den letzten fünf Jahren beispielsweise in den USA verdreifacht haben. Dies gilt insbesondere für Kinder mit einem schwachem sozioökonomischen Hintergrund.
Das Scharbockskraut hat seinen Namen, weil es im Frühjahr zur Behandlung von Skorbut gegessen wurde, ebenso wie Brennnesseln. Beide sind reich an Vitamin C.

## Pflanzliche Mittel gegen Skorbut
Die folgende Tabelle zeigt einige pflanzliche Mittel gegen Skorbut sowie ihre historische und aktuelle Bedeutung.
| Name                                                 | Bild | Beschreibung |
| ---------------------------------------------------- | ---- | --- |
| Abendländischer Lebensbaum (Thuja occidentalis)      |      | Der Abendländische Lebensbaum gilt als das erste überlieferte Heilmittel gegen Skorbut. Der Sud aus seinen Zweigen wurde auf den Expeditionen von Jacques Cartier erfolgreich eingesetzt, geriet jedoch schnell in Vergessenheit. Heute ist der Konsum des Suds jedoch aufgrund des neurotoxischen Thujons problematisch. Dennoch ist der Baum als Heckenpflanze beliebt.                            |
| Zwiebel (Allium cepa)                                |      | Auf Skorbut bezogen ist auch der Einsatz der Zwiebel eher historisch bedingt. Aufgrund ihres erhöhten Gehaltes an Vitamin C sowie der langen Haltbarkeit wurden sie häufig auf langen Seereisen eingesetzt und roh verzehrt. |
| Sauerkraut (Brassica oleracea var. capitata f. alba) |      | Der bei der Fermentation von Weißkohl erforderliche niedrige pH-Wert sorgt dafür, dass ein Teil des enthaltenen Vitamins C erhalten bleibt. Vor allem in Ost- und Nordeuropa war Sauerkraut darum ein beliebter Vitamin-C-Lieferant. |
| Kartoffel (Solanum tuberosum)                        |      | Obwohl das Nachtschattengewächs schon 1555 nach Europa kam, wurde es in Deutschland erst zu Beginn des 18. Jahrhunderts als Hauptnahrungsmittel eingesetzt. Die Knolle ist extrem vitaminreich, auch an Vitamin C. Darum stellte sie damals vor allem die Hauptnahrungsquelle der armen Bevölkerung dar, sodass nach schweren Kartoffelmissernten durch Schädlingsbefall regelmäßig Skorbut auftrat. |
| Paprika (Capsicum annuum)                            |      | Der Legende nach bekam der Chemiker und spätere Nobelpreisträger Albert Szent-Györgyi eines Tages von seiner Frau Paprika zum Abendbrot serviert. Da er keinen Appetit hatte, untersuchte er die (aus botanischer Sicht) Beere und fand heraus, dass diese reich an Vitamin C ist. |
| Acerola (Malpighia glabra)                           |      | Der Fruchtsaft der Frucht enthält bis zu 4,5 % Vitamin C, der Gehalt des Vitamins ist bei ungereiften Früchten höher. Aufgrund des hohen Gehaltes an Vitamin C wird der getrocknete Acerolasaft heutzutage als natürlicher Lebensmittelzusatzstoff in Bioprodukten (z. B. Gummibärchen) eingesetzt.                                                                                                  |